# Meer van Longemer
Het meer van Longemer (Frans: lac de Longemer) is een meer in de Franse Vogezen bij de plaats Xonrupt-Longemer.
Het meer is ontstaan in het weichselien en is vanuit een roche moutonnée ontstaan. Het is een bergmeer en ligt op 736 meter boven de zeespiegel. Het meer bestrijkt meer dan 76 hectare en heeft een lengte van 1,95 kilometer en een breedte van 550 meter. Het diepste punt is meer dan 34 meter.
Het meer heeft een toeristische functie.